# Hydroides sinensis
Hydroides sinensis är en ringmaskart som beskrevs av Zibrowius 1972. Hydroides sinensis ingår i släktet Hydroides och familjen Serpulidae. Inga underarter finns listade i Catalogue of Life.